# Claoxylon oblanceolatum
Claoxylon oblanceolatum är en törelväxtart som först beskrevs av Elmer Drew Merrill, och fick sitt nu gällande namn av Ferdinand Albin Pax och Käthe Hoffmann. Claoxylon oblanceolatum ingår i släktet Claoxylon och familjen törelväxter.
Artens utbredningsområde är Filippinerna. Inga underarter finns listade i Catalogue of Life.